# Richard Cragun
Richard Allan Cragun (Sacramento, California, 5 de octubre de 1944 - Río de Janeiro, Brasil, 6 de agosto de 2012) fue un bailarín y coreógrafo estadounidense.
Inició sus estudios de danza en la disciplina del tap con Barbara Briggs y posteriormente danza académica en la Escuela de Bellas Artes de Banff en Canadá, en el Royal Ballet School y con Vera Volkova en Copenhague. Su desarrollo artístico está estrechamente relacionado con en coreógrafo John Cranko, quien lo contrató en 1962 para el Ballet de Stuttgart. En esta compañía fue ascendido a bailarín principal en 1965. Las coreografías de Cranko: Romeo y Julieta, Onegin, La fierecilla domada, lo hicieron mundialmente famoso junto a la gran bailarina brasileña Marcia Haydée que se convertirá en su esposa.
Incluso después de la muerte de Cranko, continuó trabajando en el Ballet de Stuttgart hasta su retiro en 1996.
Allí, y en sus apariciones en todo el mundo, trabajó con coreógrafos que han ejercido notable influencia en el desarrollo de la danza mundial. Bailó en las coreografías de Kenneth MacMillan, John Neumeier, Jiří Kylián, William Forsythe y Maurice Béjart.
De 1996 a 1999 fue director de ballet en la Deutsche Oper Berlin. Dejó Berlín en 1999 para trabajar en  Brasil, Cragun dirigió el ballet del Teatro Municipal y fundó la compañía de danza DeAnima, junto a su pareja, el coreógrafo Roberto de Oliveira.